# Abe (Klan)

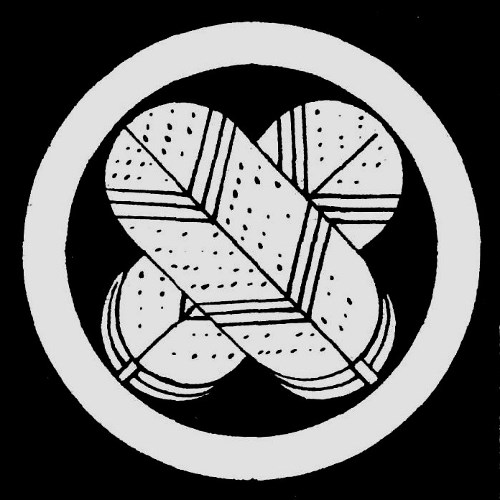
Familienwappen (阿部鷹の羽, Abe taka no ha, dt. „Abe-Falkenfedern“)

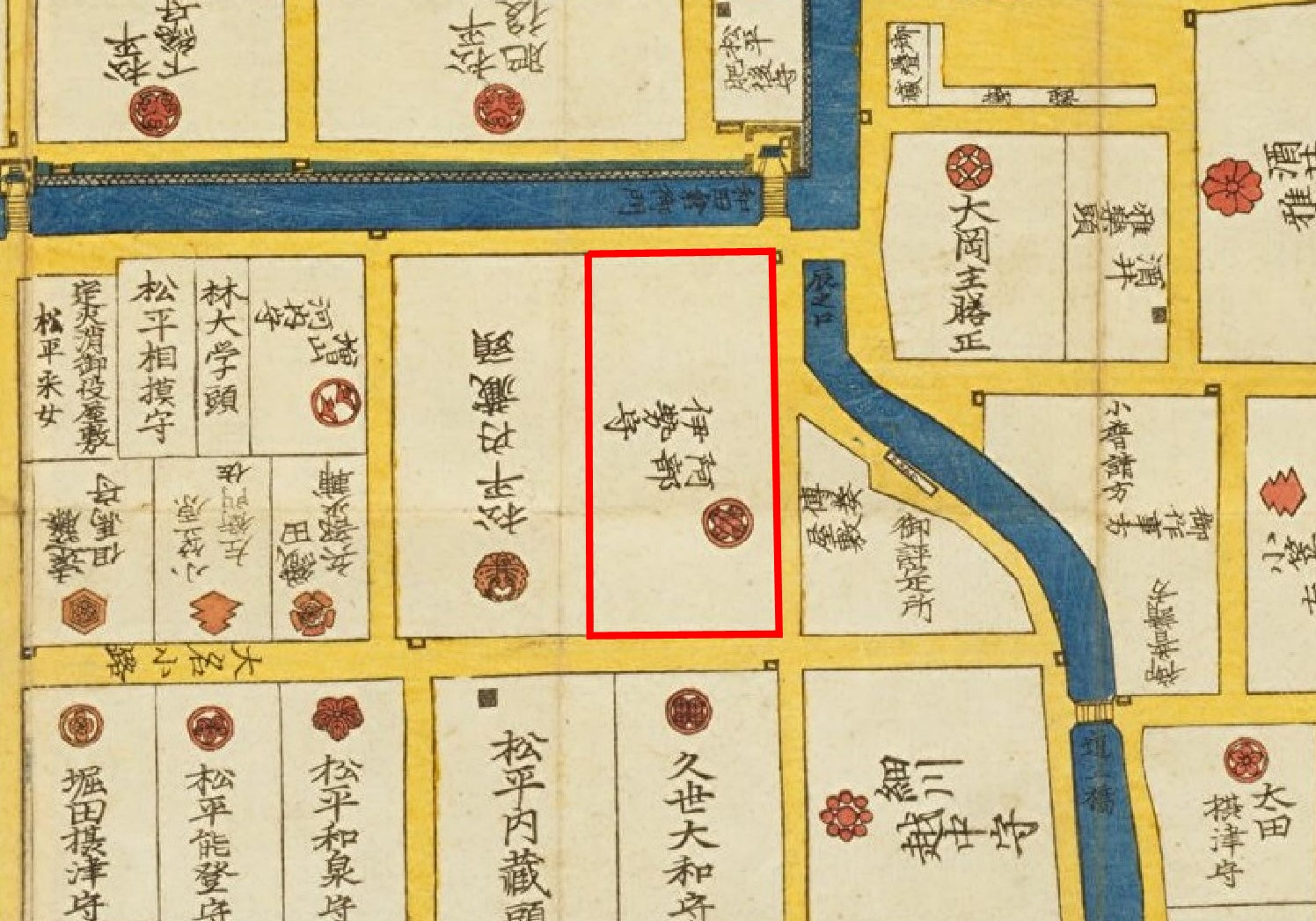
Residenz Abe in Edo

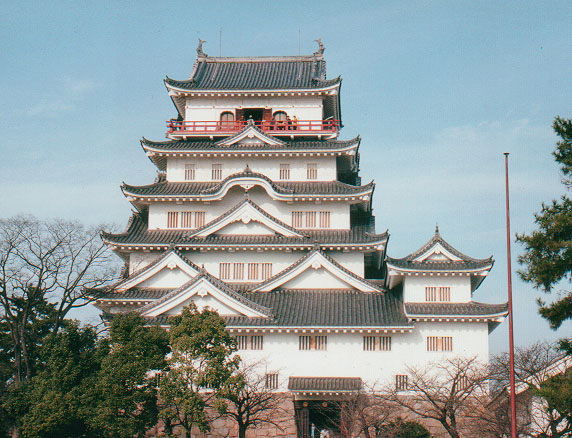
Turm der Burg Fukuyama

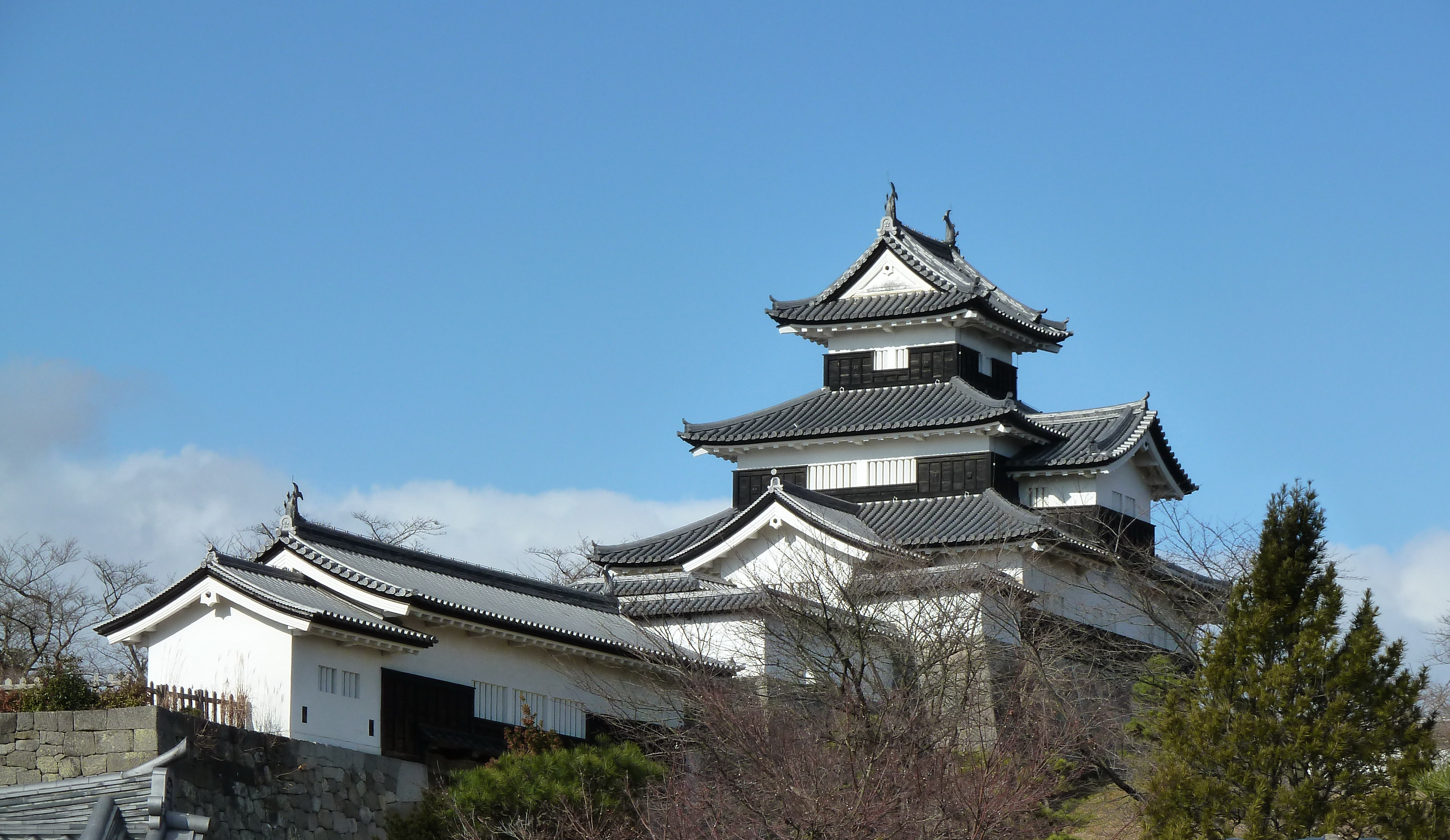
Burg Shirakawa-Komine

Die Abe (japanisch 阿部氏, Abe-shi) bildeten eine Familie des japanischen Schwertadels (Buke), die sich von Ōhiko, Sohn des legendären Kaisers Kōgen ableitete. Mit einem Einkommen von 110.000 Koku gehörten die in Fukuyama (Bingo) residierenden Abe zu den größeren Fudai-Daimyō der Edo-Zeit.

## Bekannte Mitglieder der Familie
- Yoritoki und sein Sohn Sadatō kämpften im 11. Jahrhundert im früheren neunjährigen Krieg gegen den Kaiserklan Minamoto.
- Masakatsu (正勝; 1541–1600) diente Tokugawa Ieyasu und erhielt 1590 das Lehen Ichihara (Izu) mit 5000 Koku.
  - Masatsugu (正次; 1569–1647), der älteste Sohn von Masakatsu, erhielt den Status eines Daimyō nach der Schlacht von Sekigahara. Er residierte nacheinander ab 1600 in Hatoyama (Musashi), ab 1610 in Kanuma (Shimotsuke), ab 1617 in Ōtaki (Kazusa), ab 1620 in Odawara (Sagami) mit 60.000 Koku, und ab 1623 in Iwatsuki (Musashi).
    - Die Nachfahren residierten ab 1681 in Miyazu (Tango), ab 1697 in Utsunomiya (Shimotsuke) und schließlich von 1710 bis zur Meiji-Restauration in Fukuyama (福山; Bingo) mit 110.000 Koku. Ein bedeutendes Mitglied dieser Familie war der Kanzler Abe Masahiro (1819–1857). Nach der Meiji-Restauration bis 1945 führte das Oberhaupt den Titel „Graf“.

  - Ein Nebenzweig residierte ab 1651 in Ōtaki (Kazusa), ab 1702 in Kariya (Mikawa) und ab 1710 in Sanuki (佐貫; Kazusa) mit 16.000 Koku. Vizegraf. Von der Burg ist kaum etwas erhalten.[4]
  - Ein weiterer Zweig übernahm 1635 Mibu (Shimotsuke) und residierte ab 1639 in Oshi (Musashi) und danach in Shirakawa (Mutsu) mit 100.000 Koku. Vizegraf.
    - Abe Masanori (1806–1823) war ein Daimyō dieses Zweiges.